# بخوانید و به کار بندید

متن نامهٔ سرگشاده سید روح‌الله خمینی که در اردیبهشت ۱۳۲۳ خورشیدی منتشر شد.

بخوانید و به کار بندید، نامه‌ای است سرگشاده به قلم سید روح‌الله خمینی (اصل نسخه خطی آن در کتابخانه وزیری یزد نگهداری می‌شود) این نامه یک‌سال پس از انتشار کتاب شیعی‌گری؛ بخوانند و داوری کنند نوشته احمد کسروی، منتشر شد. کتاب شیعی‌گری، در بهمن سال ۱۳۲۲ به چاپ رسیده بود.
در این نامه سید روح‌الله خمینی، احمد کسروی را «یک تبریزی بی سر و پا» دانست و نیز رضاشاه پهلوی را «یک نفر مازندرانی بیسواد»، دارای «مغز خشک» و «بی‌شرف» توصیف کرد و ظهور اشخاصی این چنین را دستمایه ای برای تحریض و تهییج علمای اسلام و ملت ایران در راه قیام و تشکیل حکومت دینی قرار داد.

## متن نامه
در مورخه ۱۵ اردیبهشت ۱۳۲۳ / ۱۱ جمادی‌الاول ۱۳۶۳ و در شهر قم، وی تاریخی‌ترین سند مبارزاتی خود راکه همان دعوت به قیام برای خدا بود برای مخاطبینش (علما و ملت ایران) به نگارش درآورد.
بسم الله الرحمن الرحیم
قال الله تعالی: قُلْ انَّما اعِظُکُم بِواحِدَةٍ أنْ تَقُومُوا لِلّهِ مَثنی وَ فُرادی.
خدای تعالی در این کلام شریف، از سرمنزل تاریک طبیعت تا منتهای سیر انسانیت را بیان کرده، و بهترین موعظه‌هایی است که خدای عالم از میانه تمام مواعظ انتخاب فرموده و این یک کلمه را پیشنهاد بشر فرموده. این کلمه تنها راه اصلاح دو جهان است. قیام برای خداست که ابراهیم خلیل الرحمن را به منزل خلّت رسانده و از جلوه‌های گوناگون عالم طبیعت رهانده.
خلیل آسا درِ علم الیقین زن
ندای «لا احبّ الآفلین» زن.
قیام للَّه است که موسی کلیم را با یک عصا به فرعونیان چیره کرد و تمام تخت و تاج آن‌ها را به باد فنا داد و نیز او را به میقات محبوب رساند و به مقام صَعْق و صَحْو کشاند. قیام برای خداست که خاتم النبیین - صلی الله علیه و آله - را یک تنه بر تمام عادات و عقاید جاهلیت غلبه داد و بتها را از خانه خدا برانداخت و به جای آن توحید و تقوا را گذاشت و نیز آن ذات مقدس را به مقام قابَ قوسیْن أو أدنی رساند.
خودخواهی و ترک قیام برای خدا ما را به این روزگار سیاه رسانده و همه جهانیان را بر ما چیره کرده و کشورهای اسلامی را زیر نفوذ دیگران درآورده. قیام برای منافع شخصی است که روح وحدت و برادری را در ملت اسلامی خفه کرده. قیام برای نفس است که بیش از ده میلیون جمعیت شیعه را به طوری از هم متفرق و جدا کرده که طعمه مشتی شهوت پرست پشت میزنشین شدند. قیام برای شخص است که یک نفر مازندرانی بیسواد را بر یک گروه چندین میلیونی چیره می‌کند که حَرْث و نسل آن‌ها را دستخوش شهوات خود کند. قیام برای نفع شخصی است که الآن هم چند نفر کودک خیابانگرد را در تمام کشور بر اموال و نفوس و اعراض مسلمانان حکومت داده. قیام برای نفس اماره است که مدارس علم و دانش را تسلیم مشتی کودک ساده کرده و مراکز علم قرآن را مرکز فحشا کرده. قیام برای خود است که موقوفات مدارس و محافل دینی را به رایگان تسلیم مشتی هرزه گرد بیشرف کرده و نَفَس از هیچ‌کس در نمی‌آید. قیام برای نفس است که چادر عفت را از سر زنهای عفیف مسلمان برداشت و الآن هم این امر خلاف دین و قانون در مملکت جاری است و کسی علیه آن سخنی نمی‌گوید. قیام برای نفعهای شخصی است که روزنامه‌ها که کالای پخش فساد اخلاق است، امروز هم همان نقشه‌ها را که از مغز خشک رضاخان بیشرف تراوش کرده، تعقیب می‌کنند و در میان توده پخش می‌کنند. قیام برای خود است که مجال به بعضی از این وکلای قاچاق داده که در پارلمان علیه دین و روحانیت هرچه می‌خواهد بگوید و کسی نفس نکشد.
هان ای روحانیین اسلامی! ای علمای ربانی! ای دانشمندان دیندار! ای گویندگان آیین دوست! ای دینداران خداخواه! ای خداخواهان حق‌پرست! ای حق پرستان شرافتمند! ای شرافتمندان وطنخواه! ای وطنخواهان با ناموس! موعظت خدای جهان را بخوانید و یگانه راه اصلاحی را که پیشنهاد فرموده بپذیرید و ترک نفعهای شخصی کرده تا به همه سعادتهای دو جهان نایل شوید و با زندگانی شرافتمندانه دو عالم دست در آغوش شوید.
انّ للَّه فی ایّام دهرکم نفحاتٌ ألا فتعرّضوا لها؛ امروز روزی است که نسیم روحانی الهی وزیدن گرفته و برای قیام اصلاحی بهترین روز است، اگر مجال را از دست بدهید و قیام برای خدا نکنید و مراسم دینی را عودت ندهید، فرداست که مشتی هرزه گرد شهوتران بر شما چیره شوند و تمام آیین و شرف شما را دستخوش اغراض باطله خود کنند. امروز شماها در پیشگاه خدای عالم چه عذری دارید؟ همه دیدید کتابهای یک نفر تبریزی بی‌سروپا را که تمام آیین شماها را دستخوش ناسزا کرد و در مرکز تشیع به امام صادق و امام غایب - روحی له الفداء - آنهمه جسارتها کرد و هیچ کلمه از شماها صادر نشد. امروز چه عذری در محکمه خدا دارید؟ این چه ضعف و بیچارگی است که شماها را فرا گرفته؟ ای آقای محترم که این صفحات را جمع‌آوری نمودید و به نظر علمای بلاد و گویندگان رساندید!
خوب است یک کتابی هم فراهم آورید که جمع تفرقه آنان را کند و همه آنان را در مقاصد اسلامی همراه کرده از همه امضا می‌گرفتید که اگر در یک گوشه مملکت به دین جسارتی می‌شد، همه یکدل و جهت از تمام کشور قیام می‌کردند. خوب است دینداری را دست کم از بهاییان یاد بگیرید که اگر یک نفر آن‌ها در یک دیه زندگی کند، از مراکز حساس آن‌ها با او رابطه دارند و اگر جزئی تعدی به او شود برای او قیام کنند. شماها که به حق مشروع خود قیام نکردید، خیره سران بی‌دین از جای برخاستند و در هر گوشه زمزمه بی‌دینی را آغاز کردند و به همین زودی بر شما تفرقه زده‌ها چنان چیره شوند که از زمان رضاخان روزگارتان سخت‌تر شود. وَ مَنْ یَخْرُجْ مِنْ بَیْتِهِ مُهاجِراً الَی اللهِ وَ رَسولِهِ ثُمَّ یُدرِکْهُ الْمَوتُ فَقَد وَقَعَ أَجْرُهُ عَلَی اللهِ.
۱۱ شهر جمادی‌الاولی ۱۳۶۳
سید روح‌الله خمینی

## واکنش کسروی در دیباچه شیعی گری
خود کسروی در سال ۱۳۲۳، نوشته‌ای در پاسخ به هایهوی مخالفان بر دیباچه کتاب «شیعی گری» می‌نویسد که چنینست:
[کسروی پیرامون رخدادهای پس از چاپ می‌گوید] آن کتاب بدانسان که پیش‌بینی کرده بودیم مایهٔ هایهوی گردید. بدخواهان بجای آنکه به ایرادها و پرسشهای ما پاسخی دهند، یا اگر پاسخی نمی‌دارند از در آمیغ‌پژوهی (=حقیقت جویی) درآمده گفته‌های ما را بپذیرند، به هایهوی برخاستند. دولت بهانه پیدا کرده کتاب را بازداشت و داستان را «جرمی» پنداشته به دادسرا فرستاد تا پرونده‌ای پدید آید و در دادگاه کیفری داوری شود.
همچنین در جایی دیگر گوید:
از آنسو ما دوست می‌داریم همهٔ سخنان ما به داوری گزارده شود. ما خود خواهان همان می‌باشیم. برای شناخته شدن «راست از کج» و «استوار از سُست»، یگانه راه داوری می‌باشد.
[چند خط پس از آن] خردمندان و نیکخواهان جهان، از ایرانیان و دیگران، که در این کشور کم نمی‌باشند، گفته‌های ما را بخوانند و خود در میانه داور باشند.
بخوانند و نخست بدانند آن هایهوی‌ها در برابر چه بوده. ما چه گفته بودیم که در پاسخش دچار وحشیگریها گردیدیم. چه می‌خواستیم که گرفتار دادسرا شدیم.
دوم بدانند به چه شوند این توده بدینسان بدبخت و تیره‌روز گردیده. به چه شوند این کشور چنین ویرانه افتاده. به چه شوند دسته‌های بزرگی از مردم با کشور و پیشرفت آن دشمنی می‌نمایند و همیشه بدبختی آنرا می‌خواهند.
سوم بدانند ما در چه راه می‌کوشیم و بهر چه این همه رنج و گزند می‌کشیم. بهر چه اینهمه بدزبانی و بیفرهنگی از بدخواهان می‌بینیم. اینها را بدانند و آنچه شایندهٔ خردمندی و پاکدلی ایشانست داوری کنند، و آنچه بایندهٔ مردانگی و غیرت ایشانست یاوری دریغ ندارند. 

## واکنش کسروی پس از حمله‌ها
کسروی پس از حمله‌های مخالفان به باهماد آزادگان در بهمن ۱۳۲۲ در تبریز و مراغه و میاندوآب، نوشت:
مرا با خدا پیمانست که از پا ننشینم و این راه را بسر برم.
پس از ترور نخست که کسروی از آن زنده درآمد، در مهنامهٔ پیمان نوشت:
[خطاب به سید محمد بهبهانی] سخنان ما بسیار ریشه دارست و هیچگاه با تپانچه از میان نخواهد رفت. [از] تپانچه بیش از آن نتیجه نتواند که خونهایی بناسزا ریخته شود. شما در برابر ما هر سخنی داشتید بگویید و بنویسید و ما را رنجشی نخواهد بود؛ ولی حمایت شما از اشرار معناهای دیگری خواهد داد…